# Gigalum Island
Gigalum Island est une île du Royaume-Uni située en Écosse.